# Webrovo število
Webrovo števílo [vébrovo ~] je v mehaniki tekočin brezrazsežna količina, ki je pogosto uporabna pri analizi toka tekočin, kjer se prepletata dva različna tokova, še posebej pri večfaznih tokovih z močno ukrivljenimi površinami. Lahko si jo mislimo kot mero z relativno pomembnostjo za vztrajnost tekočine v primerjavi z njeno površinsko napetostjo. Količina je uporabna pri analiziranju tankih filmskih tokov in tvorjenju kapljic in mehurčkov.
Imenuje se po Moritzu Gustavu Webru (1871–1951). Lahko ga zapišemo kot:
{\displaystyle \mathrm {We} ={\frac {\rho v^{2}l}{\gamma }}\!\,,}
kjer je
- {\displaystyle \rho \!\,} gostota tekočine,
- {\displaystyle v\!\,} hitrost tekočine,
- {\displaystyle l\!\,} značilna dolžina, po navadi premer kapljice,
- {\displaystyle \gamma \!\,} površinska napetost.

Zapišemo ga lahko kot produkt kapilarnega števila in Reynoldsovega števila:
{\displaystyle \mathrm {We} =\mathrm {Cp} \,\mathrm {Re} \!\,.}
Modificiano Webrovo število je enako:
{\displaystyle \mathrm {We} ^{*}={\frac {\mathrm {We} }{48}}\!\,}
in predstavlja razmerje med kinetično energijo pri udarcu in površinsko (napetostno) energijo:
{\displaystyle \mathrm {We} ^{*}={\frac {W_{\rm {k}}}{W_{\rm {pov}}}}\!\,,}
kjer je:
{\displaystyle W_{\rm {k}}=\pi \rho l^{3}v^{2}/24\!\,}
in:
{\displaystyle W_{\rm {pov}}=2\pi l^{2}\gamma \!\,.}

## Uporaba
Webrovo število se uporablja pri raziskovanju toplotnih cevi. Ko je tok v parnem jedru toplotne cevi velik, obstaja možnost, da bo strižna napetost, ki deluje na tekočino, dovolj velika in bodo kapljce pri tem vstopale v parni tok. Webro število določa nastop tega pojava, ki se imenuje vstopna meja. Pri tem je {\displaystyle \mathrm {We} \geq 1}. V tem primeru je Webrovo število določeno kot razmerje med gibalno količino parnega sloja in silo površinske napetosti, ki zaustavlja tekočino, značilna dolžina pa je velikost površinske razpoke.